# VTS1
Der VTS1-Panzer (Versuchsträger Scheitellafette 1)  war ein Experimentalfahrzeug der Firma Thyssen-Henschel.
Die Studie Scheitel-Konzepte war Teil des Projektes Kampfpanzer 3, das die Entwicklung eines Nachfolgers für den Leopard 1 zum Ziel hatte. Die Studie wurde 1978 nach dem Bau des Prototyps eingestellt.

## Entwicklung
Im Zuge der geplanten Ersatzbeschaffung für den Kampfpanzer Leopard 1 begann 1976 die Entwicklung des Nachfolgemodells Kampfpanzer 3 in verschiedenen Varianten. Einerseits stellte man sich einen Panzer in Kasemattbauweise vor (VT1-1 und VT1-2), andererseits wollte man auch die Vorzüge eines scheitellafettierten Turmpanzers mit Ladeautomatik nicht außer Acht lassen und begann im Jahre 1978 bei Henschel in Kassel mit dem Bau eines Experimentalfahrzeuges, das die Bezeichnung VTS1 erhielt. Es handelte sich um einen Schützenpanzer Marder 1, von dem man den Turm entfernt hatte. An dessen Stelle war eine Plattform mit einer Rohrwiege befestigt, in welcher sich eine 105-mm-Kanone L7 befand, die auch schon im Leopard 1 eingesetzt wurde. Das Fahrzeug diente mehreren Experimenten – vorrangig den oben beschriebenen, allerdings unter anderem auch einer eventuellen Kampfwertsteigerung des Marder 1 (größeres Kaliber der Hauptwaffe). Letztere Ergebnisse flossen auch 1980 beim Bau des Prototyps des Begleitpanzers 57 (AIFSV – Armored infantry fire support vehicle) durch Thyssen-Henschel und Bofors mit ein.
Das von Thyssen-Henschel gebaute Fahrzeug befindet sich heute in der Wehrtechnischen Studiensammlung (Koblenz/Langemarck-Kaserne), über den Verbleib eines weiteren, von Hägglund und Bofors gleichzeitig in Schweden gebauten Fahrzeuges ist nichts bekannt.